# Mimela dentifera
Mimela dentifera är en skalbaggsart som beskrevs av Lin 1990. Mimela dentifera ingår i släktet Mimela och familjen Rutelidae. Inga underarter finns listade i Catalogue of Life.